# میخائیل میشوستین
میخائیل ولادیمیروویچ میشوستین (به روسی: Михаил Владимирович Мишустин) اقتصاددان و سیاست‌مدار اهل روسیه است که از سال ۲۰۱۰ رئیس سرویس فدرال مالیات روسیه بوده‌است. او در ۱۵ ژانویه ۲۰۲۰ از سوی رئیس‌جمهور ولادیمیر پوتین به عنوان نخست‌وزیر روسیه معرفی شد. میشوستین بعد از استعفای کابینه دمیتری مدودف و اعلام تغییرات پیشنهادی پوتین برای قانون اساسی روسیه، به عنوان نخست‌وزیر معرفی شد.
در۳۰ آوریل میخائیل میشوستین به ولادیمیر پوتین اطلاع داد که به ویروس کووید-۱۹ مبتلا شده و خود را ایزوله میکند. آندری بلوسوف  معاون اول نخست وزیر در غیاب وی به عنوان نخست وزیر موقت عمل خواهد کرد. 

## زندگی‌نامه
میخائیل میشوستین متولد ۳ مارس ۱۹۶۶ میلادی در مسکو است. وی در سال ۱۹۸۹ از دانشگاه دولتی فنی مسکو فارغ‌التحصیل شد. وی دارای مدرک دکترا در رشته اقتصاد است. میشوستین در سال ۱۹۹۸ فعالیت خود را در دولت به عنوان دستیار رئیس خدمات مالیاتی فدرال روسیه در امور سیستم‌های اطلاعاتی حسابداری و کنترل پرداخت‌های مالیاتی آغاز کرد و در همان سال توانست به معاونت مالیات و درآمدها ارتقاء شغلی پیدا کند. وی در سال ۲۰۰۴ تا ۲۰۰۶ در سمت ریاست آژانس فدرال مدیریت مناطق ویژه اقتصادی که بخشی از وزارت توسعه اقتصادی روسیه محسوب می‌شود فعالیت داشت. وی در سال ۲۰۰۸ فعالیت سیاسی را کنار گذاشت و ریاست شرکت سرمایه‌گذاری «یواف‌جی» را بر عهده گرفت. وی از سال ۲۰۱۰ بدینسو ریاست خدمات مالیاتی فدرال روسیه را بر عهده داشت و توانست با اصلاح سیستم مالیاتی روسیه، درآمد حاصل از آن را طی یک دهه دو برابر کند.

## زندگی شخصی
میشوستین متاهل و دارای سه پسر است. او هاکی روی یخ بازی می‌کند و یک تماشاگر مشتاق این ورزش و عضو هیئت نظارت بر باشگاه مرکزی ارتش در مسکو (HC CSKA) است. گزارش شده است که پیش از انتخاب وی به‌عنوان نخست وزیر، وی و پوتین از طریق علاقه‌ی مشترک خود به این ورزش، با یک‌دیگر رابطه برقرار کرده‌اند. میشوستین نوازنده‌ی آماتور پیانو است. او به‌عنوان سرگرمی ترانه می‌نویسد؛ از جمله ترانه‌های او می‌توان به ترانه‌ای که برای گریگوری لپس، سروده است اشاره کرد.